# Pećina u Dolama
Pećina u Dolama nalazi se iznad sela Bihova kod Trebinja.
Ulaz u pećinu nalazi se na južnoj strani. Pri ulasku u pećinu dolazi se na široki pećinski nadsvod koji je zagrađen velikim stijenama. S desne strane nalazi se manja prostorija. Pravi ulaz u pećinu nalazi se u jugozapadnom dijelu nadsvoda odakle se spušta desetometarska strmina kojom se stiže u prvu dvoranu koja je duga 20, a široka 18 metara. Visina joj seže od 8 do 14 metara. Iz prve dvorane se preko odlomljenih stijena silazi u drugu dvoranu koja je nešto veća od prve i duga je 30 i široka 25 metara, dok joj je visina ista kao i u prethodnoj dvorani. Ova dvorana je izuzetno bogata pećinskim nakitom, a u jednom dijelu druge dvorane nalazi se manje jezero. Mnoge šupljine u dvorani zatvoreni su pijeskom koji se zajedno s oborinskim vodama slijeva u unutrašnjost pećine. Pećina se završava 70 metara dugim kanalom koji se pruža ka jugu.
Geomorfološki je spomenik prirode.